# Monocoupe 90

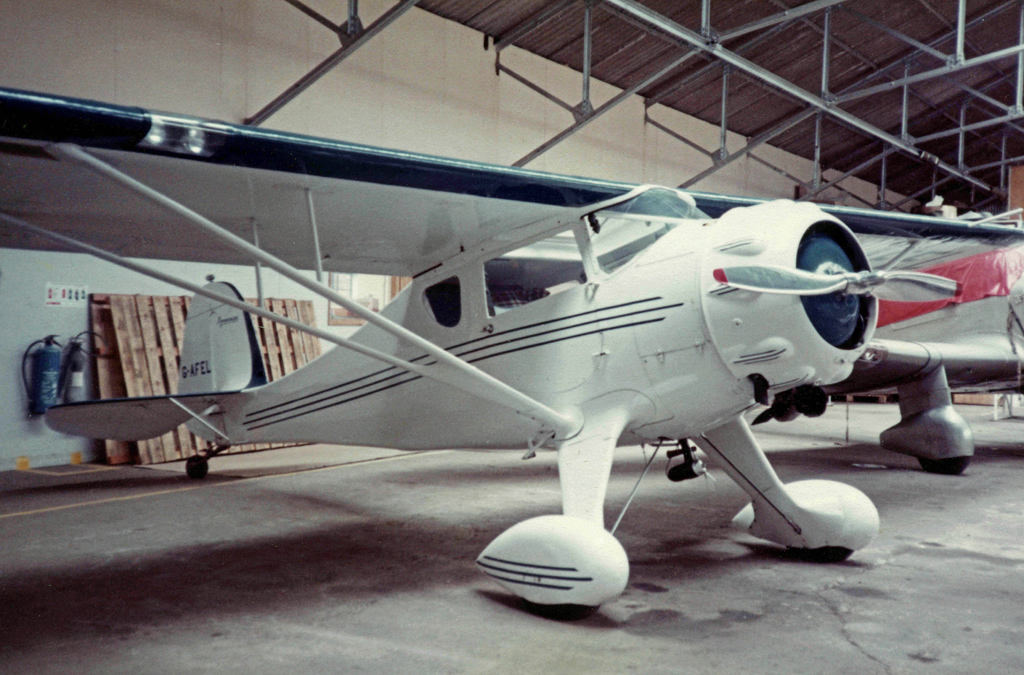
Monocoupe 90A, Biggin Hill (1982)

De  Monocoupe 90  was een Amerikaans eenmotorig hoogdekker-sportvliegtuig met twee side-by-side-zitplaatsen. Ontwikkeld en geproduceerd door vliegtuigfabriek Monocoupe Aircraft. De eerste vlucht vond plaats in april 1927. Er zijn tot eind jaren 1940 van de verschillende modellen totaal 324 exemplaren gebouwd.

## Ontwerp en historie
De Monocoupe 90 is afgeleid van de Monocoupe 22 en Monocoupe 70. Het toestel met twee zitplaatsen naast elkaar heeft een Lambert R-266 vijfcilinder stermotor met 90 pk (67 kW), maar is ook geleverd met motoren van 110, 125 en 145 pk. Het vliegtuig is geconstrueerd van een mix van hout en metaal. De romp is gemaakt van metalen buizen met vormstukken van hout en Duraluminium, overspannen met doek. De vleugels zijn gefabriceerd van hout met een doekbespanning en worden ondersteund door stijlen in V-vorm. Het landingsgestel bestaat uit twee hoofdwielen plus een staartwiel.

## Varianten

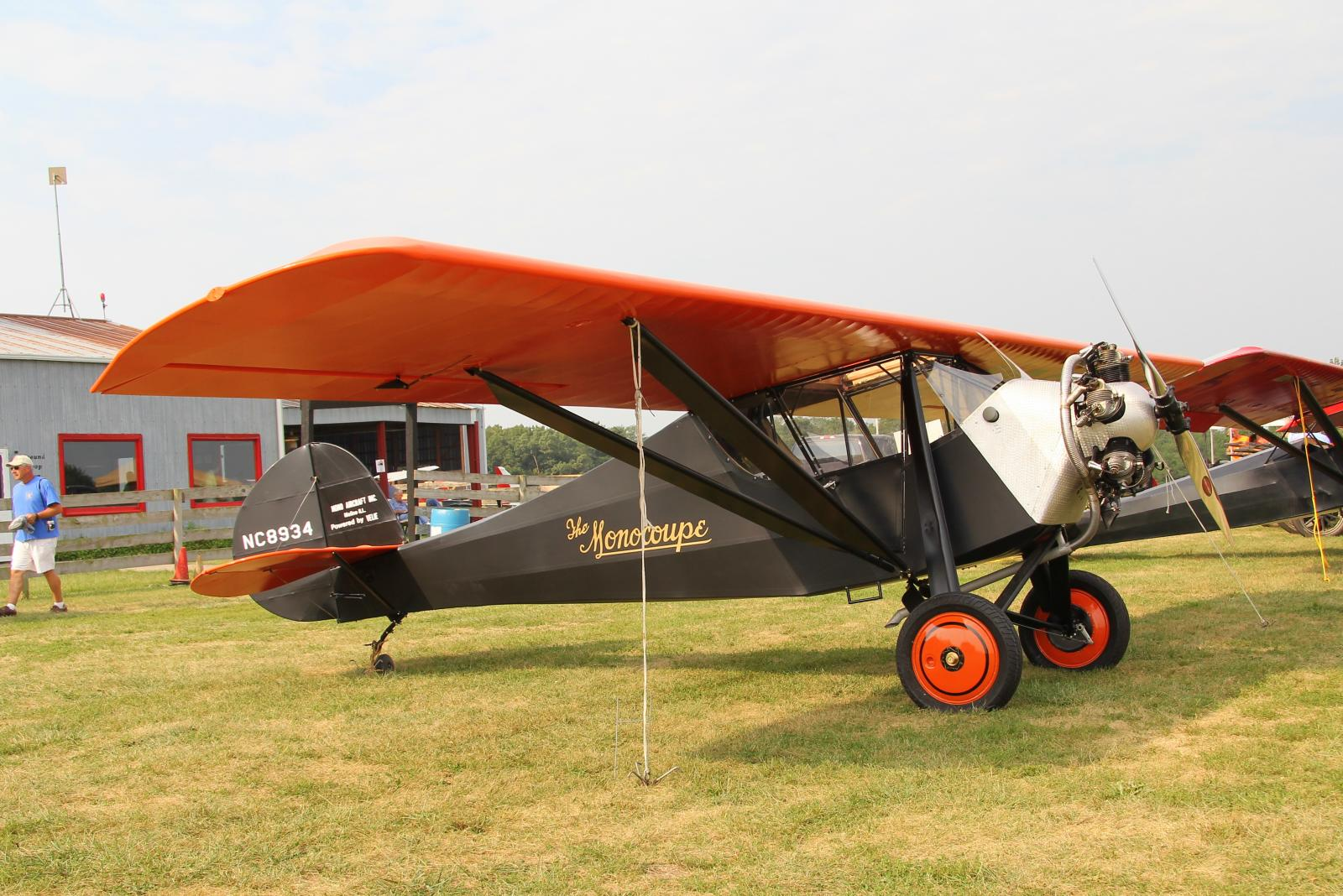
Monocoupe 113 (N8934)

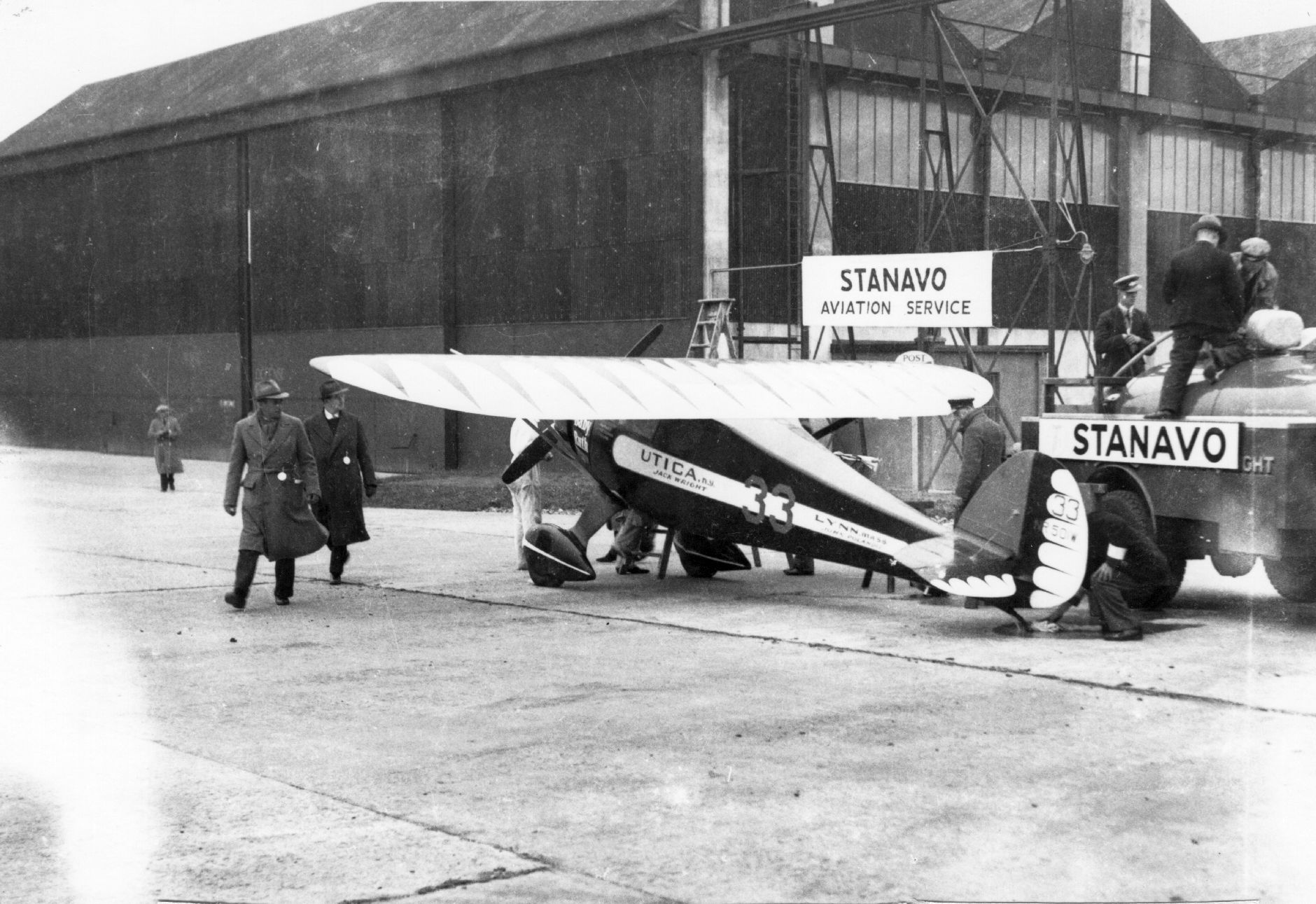
Monocoupe D-145

Monocoupe Model 5Prototype.
Monocoupe Model 2260 pk Anzani of Detroit Air Cat stermotor.
Monocoupe Model 70Velie M-5 62 pk vijfcilinder stermotor.
Monocoupe Model 113Aangepast landingsgestel en diverse andere modificaties.
Monocoupe MonoprepLestoestel gelijk aan de Monocoupe 113.
Monocoupe Monosport Model 1luchtrace model, had een 110 pk Scarab stermotor.
Monocoupe Monosport Model 2luchtrace model, had een Kinner 100 pk vijfcilinder stermotor.
Monocoupe Model 90Model met een langere en bredere romp.
Monocoupe Model 90AMet een 90 pk Lambert R-266 stermotor.
Monocoupe 90 DeLuxeFlaps aan de vleugelachterkant, gestroomlijnde wielkappen en een verbeterde motorkap.
Monocoupe Model 90AFFranklin 115 pk motor.
Monocoupe Model 90ALAvco Lycoming motor.
Monocoupe Model 90AWUitgerust met een  145 pk Warner motor. Grotere spanwijdte en romplengte.
Monocoupe Model 110Met een 110 pk Warner Scarab motor.
Monocoupe 110 SpecialRacevliegtuig, 110 pk Warner Scarab motor, afgekorte vleugels voor een lagere luchtweerstand.
Monocoupe Model 125125 pk Kinner B-5 motor.
Universal L-7Militaire versie van de Model 90AF.
Monocoupe D-145High-Performance model uit 1934 met een 145 pk Warner Super Scarab motor en een iets grotere cabine.